# Дарсадзе, Гайоз
Гайоз Дарсадзе (груз. გაიოზ დარსაძე; род. 19 июня 1964, Тбилиси) — грузинский футболист, нападающий, и тренер.

## Клубная карьера
Футбольную карьеру начал в 1981 году в тбилисском «Локомотие» из второй лиги. С 1982 по 1983 года играл в любительской команде тбилисского «Спартака». В 1983-1984 годах играл в дублирующем составе команды «Динамо» (Тбилиси) из высшей лиги. С 1985 по 1988 года играл в дублирующем составе ленинградского «Зенита» из высшей лиги. В 1988 года сыграл 6 матчей за херсонский «Кристалл» из второй лиги. 

## Карьера тренера
В 1998 году Дарсадзе начал тренерскую карьеру, возглавив грузинский футбольный клуб «Самгурали» из Цхалтубо, с которым работал до 1999 года. В 2003 руководил командой «Амери». В начале 2000-х годов возглавил молодёжную сборную Грузии, с которой работал до 2005 года. Одновременно работал техническим директором Федерации футбола Грузии. 8 августа 2005 Дарсадзе утвердили исполняющим обязанности главного тренера национальной сборной Грузии, работая на этой должности до ноября этого же года.